# Masanori Sanada
Masanori Sanada (Shizuoka, 6 maart 1968 - 6 september 2011) was een Japans voetballer.

## Carrière
Masanori Sanada speelde tussen 1990 en 2004 voor All Nippon Airways en Shimizu S-Pulse.